# Ґевін Медоус
Ґевін Медоус (англ. Gavin Meadows, 8 вересня 1977) — британський плавець.
Учасник Олімпійських Ігор 2004 року.
Призер Чемпіонату світу з водних видів спорту 1998 року.
Призер Чемпіонату світу з плавання на короткій воді 1999 року.
Чемпіон Європи з водних видів спорту 1997 року, призер 1999 року.
Призер Ігор Співдружності 1998 року.